# Bugatti Type 28

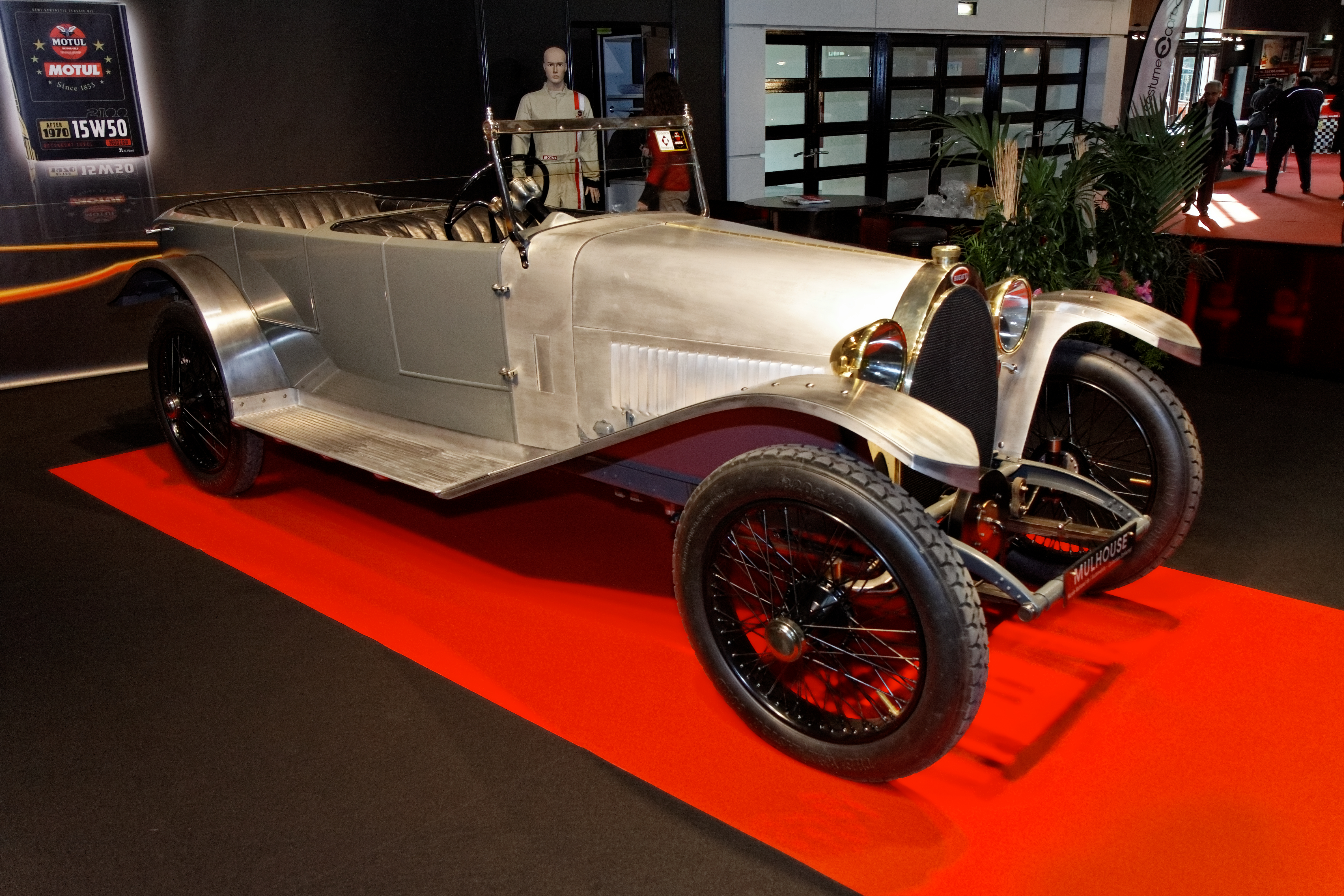
Bugatti Type 28 Torpedo

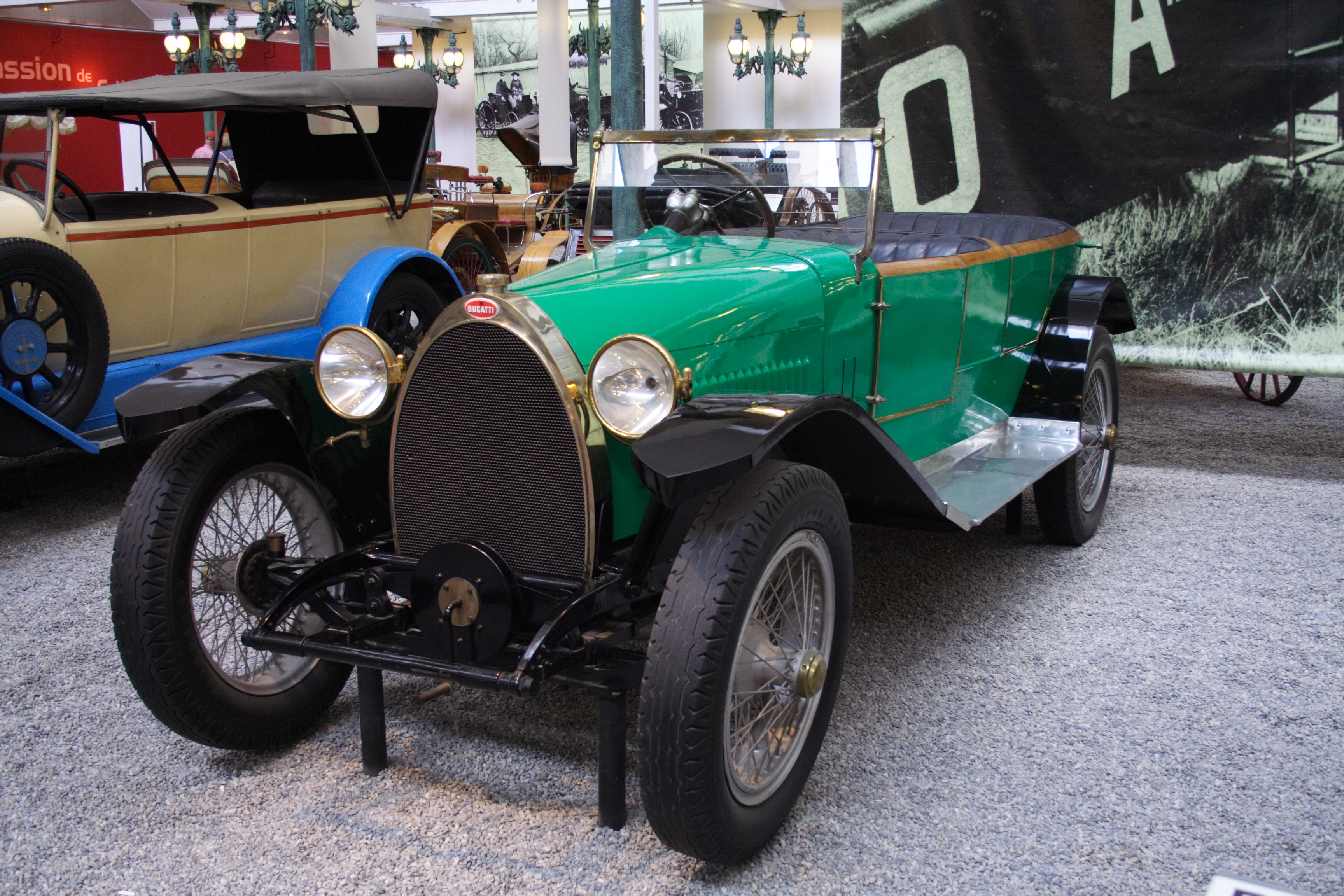
Bugatti Type 28 Torpedo in einer früheren Farbgebung in der Cité de l’Automobile

Der Bugatti Type 28 ist ein Automobil-Prototyp von Bugatti aus dem Jahr 1921. Das nachträglich mit einer Torpedo-Karosserie versehene Fahrzeug ist erhalten.

## Geschichte
Ettore Bugatti wollte die Möglichkeiten für ein größeres Modell ausloten. Der Hersteller zeigte das Fahrgestell 1921 auf dem Pariser Autosalon, auf der British Motor Show in London und in Nizza. Bugatti erkannte, dass aufgrund geänderter Hubraumgrenzen im Motorsport eine Serienproduktion keinen Sinn machen würde. Dennoch bot er das Fahrzeug bis Oktober 1922 an. Erkenntnisse daraus flossen aber in die Entwicklung des Type 30.
Das Chassis gelangte 1977 mit weiterem Material aus dem Molsheimer Werk in den Besitz der Brüder Fritz und Hans Schlumpf. Sie veranlassten die Herstellung einer Karosserie in zeitgenössischer Bauweise im Torpedo-Stil mit grüner Lackierung. Nach der Öffnung der Sammlung als Cité de l’Automobile wurde das Fahrzeug ausgestellt. Von 2010 bis 2011 erfolgte eine Restaurierung unter finanzieller Beteiligung von Sponsoren.

## Technik
Der Reihen-Achtzylindermotor war zwar eine Neuentwicklung, technisch bedeutete er aber kein Neuland für Ettore Bugatti. Bereits vor dem Ersten Weltkrieg hatte er beim Prototyp Type 14 mit zwei hintereinander gekoppelten Vierzylindermotoren aus dem Type 13 experimentiert. Der Motor nimmt einige Elemente späterer Bugatti-Typen vorweg. Der Achtzylinder-Reihenmotor, gegossen in zwei Motorblöcken zu je vier Zylindern, die Anordnung mit zwei Einlass- und einem etwas größeren Auslassventil, die OHC-Ventilsteuerung über eine Königswelle und der nicht abnehmbare Zylinderkopf („Sackzylinder“) finden sich auch an weiteren Motoren der Marke. 69 mm Bohrung und 100 mm Hub ergeben 2991 cm³ Hubraum. Der Motor leistete je nach Quelle 80 PS oder 90 PS.

## Fahrgestell
Der Motor ist vorne im Fahrzeug eingebaut. Er treibt über ein Zweiganggetriebe und eine Kardanwelle die Hinterachse an. Eine Quelle nennt 260 cm Radstand, 115 cm Spurweite, 340 cm Fahrzeuglänge und etwa 140 cm Fahrzeugbreite. Eine zweite Quelle gibt 312 cm Radstand und 125 cm Spurweite an. Eine dritte Quelle nennt 315 cm Radstand und 130 cm Spurweite. Eine vierte Quelle nennt ebenfalls 315 cm Radstand. Eine Fahrzeuglänge von 340 cm ist bei diesen Radständen nicht möglich. Das Leergewicht betrug laut einer Quelle 890 kg. Ungewöhnlich für 1921 war die Verwendung von Vierradbremsen.

## Technische Daten
| Daten                 | Type 28                                                                                |
| --------------------- | -------------------------------------------------------------------------------------- |
| Bauzeit               | 1921                                                                                   |
| Motor                 | 8-Zylinder-Reihenmotor (Viertakt) Zwei Vierzylinder-Blöcke mit gemeinsamer Kurbelwelle |
| Hubraum               | 2991 cm³                                                                               |
| Bohrung × Hub         | 69 × 100 mm                                                                            |
| Leistung              | 80 oder 90 PS (59 kW oder 66 kW)                                                       |
| bei Drehzahl          | 3400/min                                                                               |
| Motorschmierung       | Ölpumpe                                                                                |
| Ventile               | 2 Einlassventile und 1 Auslassventil je Zylinder                                       |
| Ventilsteuerung       | SOHC über vorn stehende Königswelle                                                    |
| Kühlung               | Wasserkühlung mit Wasserpumpe                                                          |
| Zündung               | Magnet-Doppelzündung je zwei Magnete versorgen abwechselnd zwei Zündkerzen             |
| Benzinzufuhr          | Vakuum mit Handpumpe                                                                   |
| Gemischaufbereitung   | 2 × Vergaser Type Bugatti                                                              |
| Kraftübertragung      | Wellenantrieb Getriebe an der Hinterachse                                              |
| Getriebe              | 2-Gang mit Rückwärtsgang unsynchronisiert                                              |
| Kupplung              | Lamellenkupplung                                                                       |
| Radstand              | 2600 mm oder 3120 mm oder 3150                                                         |
| Fahrgestell           | Leichter Pressstahl-Leiterrahmen mit Holzboden Frontmotor / Hinterradantrieb           |
| Radaufhängung vorn    | Starrachse Halbelliptikfedern                                                          |
| Radaufhängung hinten  | Starrachse doppelte Viertelelliptikfedern, geschoben                                   |
| Reifen                | 880 × 120 oder 765 × 105                                                               |
| Bremsen               | 4 Trommelbremsen hydraulische Betätigung                                               |
| Spurweite vorn/hinten | 1150 mm oder 1250 mm oder 1300 mm                                                      |
| Karosserie            | ohne (die Torpedo-Karosserie wurde nachträglich angefertigt)                           |
| Höchstgeschwindigkeit | etwa 130 km/h                                                                          |
| Fahrgestellnummer     | 5001                                                                                   |
| Bemerkungen           | Lenkrad höhenverstellbar, Bedienungselemente an der Lenksäule.                         |